# Piletocera erebina
Piletocera erebina is een vlinder van de familie van de grasmotten (Crambidae). De wetenschappelijke naam van deze soort is voor het eerst voorgesteld als Hormatholepis erebina door Arthur Gardiner Butler in een publicatie uit 1886.
De soort komt voor in Fiji.